# Ophiotreta spatulifera
Ophiotreta spatulifera är en ormstjärneart som beskrevs av Jean Baptiste François René Koehler 1922. Ophiotreta spatulifera ingår i släktet Ophiotreta och familjen knotterormstjärnor. Inga underarter finns listade i Catalogue of Life.